# A Culpa É das Estrelas
A Culpa É das Estrelas (em inglês: The Fault in Our Stars) é o sexto romance de John Green, publicado em janeiro de 2012.

## Enredo
Hazel Grace é uma jovem prestes a completar dezessete anos de idade e desde os treze anos sofre com um cancro na tiroide, que evoluiu para uma metástase no pulmão e faz com que ela tenha que andar com um cilindro de oxigênio e uma cânula no nariz para conseguir respirar. A mãe conclui que ela estava deprimida, já que passava muito tempo pensando na morte. Hazel é, então, instruída a frequentar um Grupo de Apoio liderado por Patrick (que sofreu cancro nos testículos), o único membro adulto. Segundo Hazel, a única coisa que salvava o grupo era um rapaz chamado Isaac, com quem ela nunca conversava verbalmente, mas com quem se expressava por meio de suspiros. O câncer nos olhos de Isaac o levou a perda da visão de um dos olhos, e agora está prestes a ficar sem enxergar.
Em uma quarta-feira, Hazel está determinada a ficar em casa e assistir America's Next Top Model (ANTM), porém, depois da insistência da sua mãe, acaba por ir mesmo assim. É nesse dia que ocorre a reviravolta da sua história, um jovem com osteossarcoma em remissão e melhor amigo de Isaac, Augustus Waters, fita os olhos nela. A princípio ela resiste, mas acaba cedendo aos encantos do garoto. Em um aspecto os dois são muito diferentes: Augustus teme o esquecimento e está desesperado por deixar uma marca no mundo. Hazel, por outro lado, não se importa com isso, ela acha que é uma granada e que quanto menos pessoas ela machucar quando explodir, melhor. Além disso, ela vê o esquecimento como inevitável para todos.
Hazel aprendeu isso com Peter Van Houten, autor do seu livro preferido “Uma Aflição Imperial” (UAI), o qual discorre sobre uma menina chamada Anna, portadora de um tipo raro de leucemia. O grande problema do livro é o seu término: simplesmente acaba no meio de uma frase, como se Anna tivesse ficado doente demais para escrever o resto ou tivesse morrido. Só que isso deixa Hazel angustiada sem saber o que aconteceu com os outros personagens da trama, fazendo com que ela escreva diversas cartas para Van Houten, mas ele nunca as retorna.
O escritor se mudou dos Estados Unidos para Amsterdã (Holanda) e nunca mais se teve notícias dele, de qualquer livro que tenha publicado ou de qualquer entrevista que tenha dado. Ninguém tem informações sobre o autor recluso. Depois de mostrar o livro ao Gus, ele arranja um jeito de entrar em contato com a assistente de Van Houten e consegue um endereço de e-mail pelo qual Hazel pode se comunicar com o autor. Van Houten deixa claro que o único modo de contar o que sucede a narrativa é se eles se encontrarem pessoalmente. Depois de algumas complicações, isso acontece. Ela, Gus e a mãe de Hazel acabam viajando para Amsterdã e juntos eles vão se apaixonando e aproveitando o pequeno infinito que a vida lhes reserva. 

## Recepção

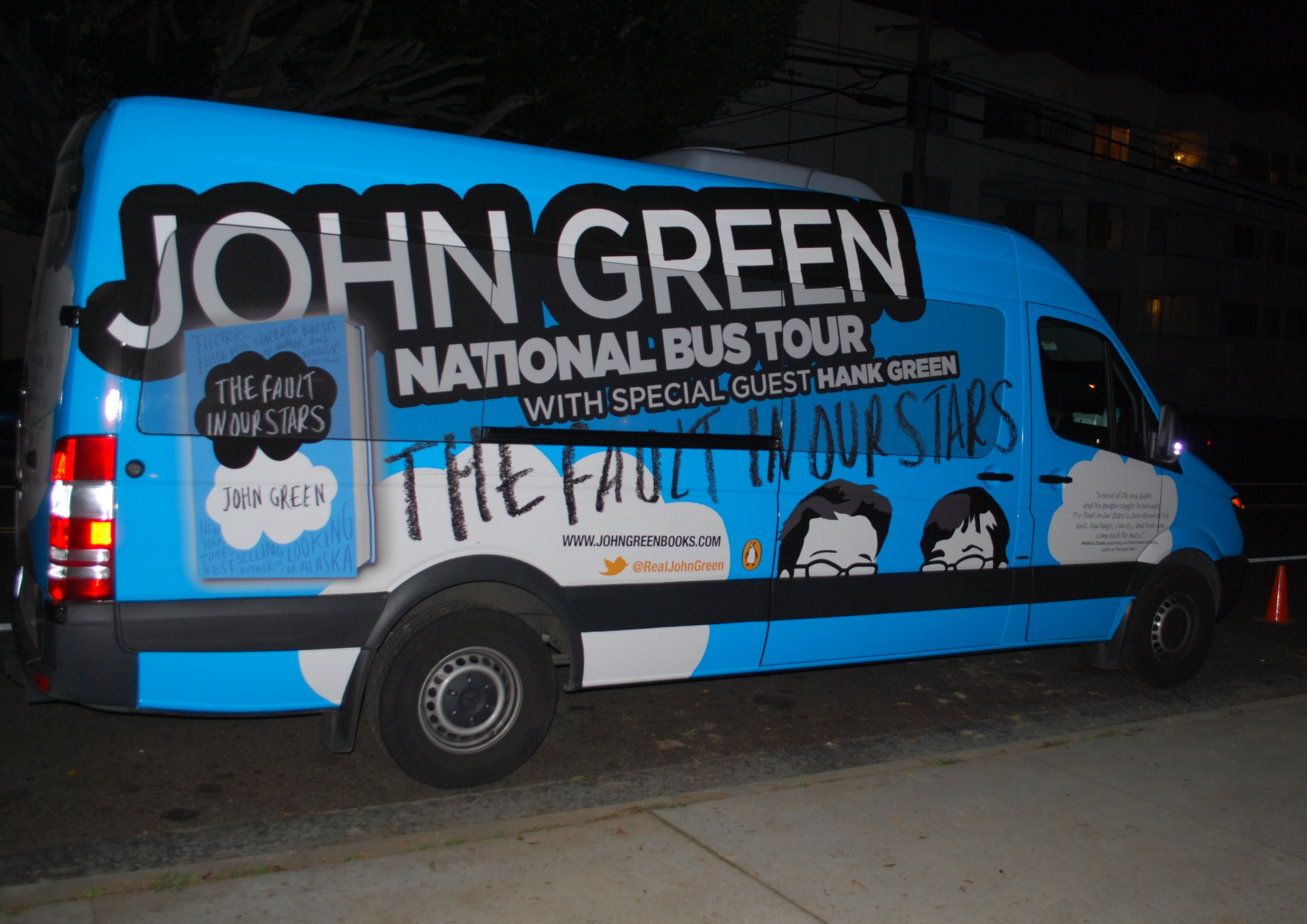
Vã tematicamente decorada para a tour nacional de promoção do livro, em 2012

No seu blogue do Tumblr, Green afirmou: "o título é inspirado numa famosa cena da peça de Shakespeare: Júlio César. O nobre Cassius diz a Brutus: "A culpa, caro Brutus, não é das nossas estrelas, mas de nós mesmos, que somos subordinados."[carece de fontes?]
O livro atingiu o número 1 na lista de bestsellers da Amazon.com e Barnes & Noble em Junho de 2012, pouco tempo após ter sido anunciado.